# Cratere Gadomski
Gadomski è un cratere lunare di 65,66 km situato nella parte nord-orientale della faccia nascosta della Luna, a sud del cratere Fowler e a ovest del cratere Klute.
Ha un bordo esterno eroso che è stato modificato da impatti successivi. All'esterno del bordo meridionale è presente una coppia di crateri uniti e sul lato nord-nordovest è presente il cratere minore 'Gadomski X'. Gadomski si sovrappone nella parte occidentale ad una struttura fortemente erosa che non possiede nome. Il bordo è approssimativamente circolare, ma è leggermente più allungato verso sudovest. Il fondo interno è relativamente senza caratteristiche, con pochi crateri minori che segnano la superficie.
Il cratere è dedicato all'astronomo polacco Jan Gadomski.

## Crateri correlati
Alcuni crateri minori situati in prossimità di Gadomski sono convenzionalmente identificati, sulle mappe lunari, attraverso una lettera associata al nome.
| Gadomski | Coordinate             | Diametro (in km) |
| -------- | ---------------------- | ---------------- |
| A        | 38°16′48″N 146°25′48″W | 30,82            |
| X        | 37°33′00″N 148°23′24″W | 37,67            |